# خايرو كونشا
خايرو كونشا (بالإسبانية: Jairo Concha) هو لاعب كرة قدم بيروفي في مركز الوسط، ولد في 27 مايو 1999 في مقاطعة تشوريوس في بيرو. لعب مع Club Deportivo Universidad de San Martín de Porres ‏.

## وصلات خارجية
- خايرو كونشا على موقع قاعدة بيانات كرة القدم.إي يو (الإنجليزية)
- خايرو كونشا على موقع ناشيونال فوتبول تيمز (الإنجليزية)
- خايرو كونشا على موقع Soccerway.com (الإنجليزية)